# 火绳枪骑兵

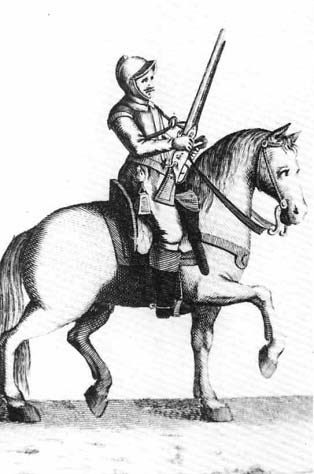
17世纪的火绳枪骑兵

火绳枪骑兵（Harquebusier）是17世纪早期至中期西欧各国军队中的一種骑兵。早期火绳枪骑兵的最大特征是其主武器——火绳枪，该枪属于卡宾枪的一种。

## 发展
约翰·克鲁索 (John Cruso) 在其著作《骑兵教范》（calvary manual，1632年）中称火绳枪骑兵“最早诞生于法国”。这类骑兵使用的是最早期的卡宾枪，而这种武器也被称作“火绳枪”。
时间进入17世纪中期后，火绳枪骑兵已然成为西欧各国军队的标配骑兵。